# ماقوت
ماقوت، روستایی از توابع بخش مرکزی شهرستان بیجار در استان کردستان ایران است.

## جمعیت
این روستا در دهستان خورخوره قرار دارد و براساس سرشماری مرکز آمار ایران در سال ۱۳۹۳، جمعیت آن ۷۰ نفر (۲۲خانوار) بوده‌است. این روستا قبل از انقلاب اسلامی بسیار آباد بود و دارای بیمارستان مجهز و اتاق عمل با دکتر مقیم (دکتر هندی) و شرکت تعاونی (پخش مواد نفتی و مواد غذایی روستاهای همجوار) و اداره پست (پستخانه) و مدرسه بوده‌است. این روستا دارای باغهای آباد انگور بوده و انگور باغهای شاه نظر آن معروف است اگر چه به دلیل کم‌آبی و عدم رسیدگی در حال خشک شدن می‌باشد. همچنین این روستا دارای باغهای زردآلوی فراوانی بود که امروزه به دلیل کم‌آبی و کوچ ساکنین روستا خشک گردیده‌است.
این روستا در جوار روستای چشمه کوره (کوره کانی) و میرک قرار دارد. در ماقوت جنگل زیبا و انبوهی وجود داشته که بر اثر خشکسالی از بین رفته و تنها چند درخت از آن باقی مانده.
زنان روستای ماقوت علاوه بر کمک به دامداری و کشاورزی به بافتن فرش بیجار می پرداختن اگر چه اکنون فرش بافی بسیار کم شده‌است.
محصول اصلی کشاورزی این روستا گندم دیم می‌باشد
زیارتگاه: از اماکن متبرکه نزدیک به ماقوت صاحبه می‌باشد